# Hodnocení žáků
Hodnocení žáků je přirozenou součástí učební činnosti žáků a řízení této učební činnosti učitelem. Hodnocení je proces výsledku a zpětné vazby. Hodnocení je zjištění kompetencí - vědomostí, dovedností a postojů. „Sdělení učitelů, které je určené žákům a vypovídá o míře jejich úspěšnosti ve vzdělávacím procesu. Vzdělávací výsledky žáků jsou hodnoceny oficiálně prostřednictvím klasifikace (známky) nebo prostřednictvím písemných zpráv (slovní hodnocení).“

## Typy hodnocení
V praxi existuje mnoho typů hodnocení. V některých případech jsou učitelé vázáni zákony, normami a nařízeními, kde je striktně určeno, jaké formy a typy hodnocení lze použít.

### Formativní hodnocení
Formativní hodnocení odhaluje chyby a nedostatky žáků. Dává žákům poučení a rady na zlepšení výsledku v budoucnosti. Je založeno zejména na komunikaci mezi žáky a učitelem a na časté používání zpětné vazby. Dělí se na ústní a písemné. Do formativního hodnocení se neřadí známky, body nebo procenta.  
- Ústní - zpětná vazba přímo ve výuce nebo na předem dohodnutých rodičovských konzultacích. Např.: „Vaše dcera je šikovná ve vyjmenovaných slovech.”
- Písemné - učitel je žákům zapisuje do sešitů nebo do písemných prací. Např.: „Lépe zformuluj věty, souvětí nedává smysl.”

### Sumativní hodnocení
Sumativní hodnocení bývá označováno i jako výsledné, např. závěrečné vysvědčení. Díky sumativnímu hodnocení získáme konečný přehled o výkonech žáka. Používá se často i mimo školu.

### Normativní hodnocení
Normativní hodnocení je hodnocení dle norem, převážně je hodnocen výkon jednoho žáka ve vztahu k výkonu ostatních žáků.
Patří do něj například porovnávání s ostatními žáky - žáci jedničkáři, žáci trojkaři, apod.

### Kriteriální hodnocení
Hodnocení kriteriální, nebo také absolutní, zjišťuje splnění, či nesplnění konkrétního výkonu, za který jsou žáci ohodnoceni odpovídající známkou, bez ohledu na výsledky ostatních. Hodnotí se, zda byl splněn konkrétní popis výkonu. Hodnotí se splnění předem daných kritérií, bez ohledu na ostatní žáky. Zjednodušeně, žáci předem přesně ví, co se od nich očekává a požaduje.  
Například: Úkol je přinést do školy kaštany do výtvarné výchovy, pokud je žák přinese, dostane jedničku, pokud je nepřinese, dostane pětku.  

### Diagnostické hodnocení
Slouží zejména ke zjištění učebních problémů a zvláštních vzdělávacích potřeb u žáků. Často se provádí na začátku školního roku.    
Například: V pedagogicko-psychologické poradně, vyhodnocením je, zda žák netrpí dyslexií, dysgrafií, apod.  

### Neformální hodnocení
U neformálního hodnocení nejsou stanovena žádná kritéria a probíhá bez časového určení. Velice jednoduché slovní hodnocení nebo kratší slovní vyjádření s vyjádřením emocí. Kratší slovní vyjádření s emocionálním nábojem. Například: „Dnes jsi mě potěšil." nebo „Čekal jsem, že to zvládneš."

### Formální hodnocení
Formální hodnocení by mělo být standardizované. Je systematické a racionální. Žáci bývají předem informováni, že za svoji práci budou hodnoceni tímto způsobem. Žáci mají možnost se připravit.
Žáci kupř. mohou být upozorněni na ústní zkoušení a hodnotí se, jak byli připraveni na výuku.  

### Průběžné hodnocení
Po delší časové období pozorujeme žáka a na základě toho učitel získává zhodnocení žákovy úrovně. Používá se v průběhu celého školního roku, je podkladem pro sumativní hodnocení. Probíhá při každé vyučovací hodině, po kratších časových úsecích (týden, měsíc, čtvrtletí). Může mít formu slovní, písemnou, nebo se vyjádří známkou.

## Funkce hodnocení

### Motivační funkce hodnocení
Funkce, která by měla pomáhat žákům k dosažení co nejlepších výsledků a zejména zvyšovat zájem o studium, je možné, že jej motivuje i k samostudiu. Žáci jsou díky hodnocení motivováni k další práci, chtějí se dále učit.

### Informativní funkce hodnocení
Informuje žáka o jeho výsledcích. Nejde ale jen o informovanost žáků, ale dodává informace rodičům, dalším učitelům a orgánům. S informační funkcí hodnocení velmi blízce souvisí i funkce kontrolní, která nás informuje o úspěšnosti nebo neúspěšnosti splnění daných cílů.

### Výchovná funkce hodnocení
Pozitivní hodnocení může u žáka ovlivnit jeho snahu a zvýšit sebevědomí žáka. Negativní může fungovat opačně, může to v něm vyvolat nezájem a negativní postoj učení. Je proto důležité při negativním hodnocení myslet na správné používání slov. Výchovná funkce hodnocení by měla vést k formování pozitivních vlastností a postojů žáka – odpovědnost k okolí, vytrvalost, stejně jako sebevědomí a postoje k sobě samému.

### Diagnostická funkce
Úkolem diagnostické funkce je poskytovat informace o tom, jak je žák úspěšný a o jeho učebním stylu, ale i o příčinách a neúspěchu. Veškeré informace, které nám hodnocení poskytuje, můžeme shrnout do pojmu zpětná vazba.

## Formy hodnocení
Učitelé mohou vyjadřovat hodnocení mnoha způsoby od slovního sdělení, přes udělení známky, procent, bodů až po slovní hodnocení a složité obsahové analýzy. Slovní hodnocení řadíme do hodnocení kvalitativního a známky do hodnocení kvantitativního.
V České republice je rámec hodnocení žáků tvořen zejména zákonem č. 561/2004 Sb. Školský zákon. Informace k hodnocení žáků najdeme zejména v paragrafu 51 školského zákona, který obsahuje především informace o klasifikačním stupni a slovním hodnocení. Zákon tedy nabízí tři formy hodnocení: klasifikaci, slovní hodnocení a kombinaci slovního hodnocení s klasifikací. Existují i další úpravy ve vyhláškách pro jednotlivé stupně škol a pro různé typy škol.

### Slovní hodnocení
Jde o konkrétní slovní vyjádření, které obsahuje výsledky o dosažených výsledcích u žáků, ale i jejich snahu nebo naopak jejich neúspěchy, lze vyjádřit i případné mezery. Setkáváme se s ním téměř v každé vyučovací hodině, nejen během zkoušení, ale i během průběhu vyučování. Slovní hodnocení má často funkci motivační.
Slovní hodnocení by mělo být citlivé vůči žákům. Musí být srozumitelné pro žáky, učitele i rodiče, proto je důležité volit vhodná slova.
Dle Dvořákové se slovní hodnocení průběžně uplatňuje:  
- Ústně – ve vyučování hodnotí učitel i žáci.
- Písemně – např. komentáře k písemným pracím.
- Představením konkrétní práce dětí.
- Slovní hodnocení závěrečné je prováděno písemně ve formě vysvědčení.[10]

### Sebehodnocení
Sebehodnocení je každé hodnocení, kdy žák hodnotí sám sebe. Používá se i jako výchovná metoda. Podstatou sebehodnocení je tedy zodpovědnost žáků za své učení, za své výsledky a za své činy. Sebehodnocení podporuje žáka k samostatnosti a nezávislosti. Sebehodnocení podporuje sebeřízení, autonomní učení, rozvíjí potřebu přemýšlet o své práci, o používaných strategiích myšlení a učení, podporuje kladení osobních cílů, plánování, odpovědnost za sebe a za to, co žák dělá, co svým jednáním způsobuje apod.

### Vrstevnické hodnocení
Žáci (spolužáci) hodnotí navzájem své výsledky. Většinou nejdříve učitelé hodnotí sami a poté zapojují do hodnocení své žáky. Umět hodnotit své vrstevníky je v dnešní době velkým pozitivem. Zároveň tím žáci posilují i vztahy ve třídě. Při vzájemném hodnocení dokážou žáci přijímat hodnocení od členů své věkové skupiny lépe než od dospělých.